# Лю Юйсі
Лю Юйсі (*劉禹錫, 772—842) — китайський поет та письменник часів династії Тан.

## Життєпис
Походив із чиновницької родини. Родина його походить з м. Цзясін (сучасне Сучжоу). Народився у 772 році у м. Лоян (сучасна провінція Хенань). Отримав класичну освіту. З дитинства почав складати вірші. У 793 році з успіхом склав імператорський іспит та отримав вищу вчену ступінь цзіньши. Отримав посаду у цензораті. Згодом став прихильником впливового міністра Ван Шувеня. Разом з останнім після сходження у 805 році на трон Шунь-цзуна сприяв впровадженню необхідних реформ, проте це не вдалося. Того ж року імператором стає Сянь-цзун, який розгромив групу Ван Шувеня. В результаті Лю Юйсі було заслано до Цзіннаня (сучасне Ченду, провінція Хунань).
У 815 році Лю Юйсі за наказом імператора повертається до столиці імперії Чан'ань. Але того ж року за сатиричні вірші стосовно центрального уряду знову засланий до Ланчжоу як секретар очільника префектури. У 819 році у зв'язку зі смертю матері йде у відставку. Повертається на державну службу лише у 821 році.
У цей час імператором стає Му-цзун, який призначає Лю Юйсі губернатором Куйчжоу. Втім у 826 році Лю Юйсі йде у відставку та переїздить до м. Лоян. У 828 році імператор Вень-цзун знову закликає Лю Юйсі до служби. У 831 році стає помічником губернатора Сучжоу, а згодом очільником префектури Жу. У 836 році у зв'язку з хворобою йде у відставку. У 842 році помирає у рідному місті.

## Творчість
Усього у доробку Лю Юйсі близько 800 віршів. Писав на різні теми, здебільшого про соціальні та політичні події. Був майстром політичної сатири. Присутні також ліричні мотиви, журба за рідними та друзями. Часто складав вірші у жанрі юефу, в них помітний вплив народних пісень та балад. Прикладом є «Пісня гілки бамбука».
Лю Юйсі був значним майстром есе, одним з першим відокремивши його в окремий жанр. Писав здебільшого щодо соціальних проблем, державних справ, питань управління.